# معادله نادسن
معادله نادسن(به انگلیسی: Knudsen equation) در دینامیک سیالات برای توصیف رفتار مولکول های یک گاز زمانی که در داخل یک مسیر استوانه ای حرکت می کند و مسیر آزاد متوسط آن کمتر یا برابر با قطر مولکول‌ها باشد.در این حالت بر خورد مولکول‌ها به بدنه لوله بیشتر از برخورد آن ها با یکدیگر است.این معادله توسط فیزیکدان دانمارکی ،مارتین نادسن ارائه شد.

## تعریف
در یک مسیر استوانه ای شکل، معادله نادسن به صورت زیر تعریف می شود:
{\displaystyle q={\frac {1}{6}}{\sqrt {2\pi }}\Delta P{\frac {d^{3}}{l{\sqrt {\rho _{1}}}}},}
| کمیت | توضیح                            |
| ---- | -------------------------------- |
| q    | دبی حجمی (زمان/حجم)              |
| ΔP   | افت فشار از ابتدا تا انتهای مسیر |
| d    | قطر لوله                         |
| l    | طول لوله                         |
| ρ1   | نسبت دانسیته به فشار             |